# Кутузов, Данил Геннадьевич
Данил Геннадьевич Кутузов (13 марта 1987, Рудный, Казахская ССР) — российский игрок в мини-футбол клуба «Торпедо» и сборной России.

## Биография
Воспитанник рудненского мини-футбола. На старте карьеры играл за глазовский «Прогресс» в Высшей лиге. В Суперлиге дебютировал за «Липецк» в 2006 году, вскоре стал одним из лидеров команды. В декабре 2008 года из-за финансовых проблем липецкого клуба перешёл в «Мытищи». Перед началом сезона 2012/13 был приглашен в московскую команду «Дина», с которой впервые выиграл чемпионат страны.
В 2008 году Кутузов в составе сборной России стал победителем первого Чемпионата Европы среди молодёжных команд. В финале турнира Данил отметился голом. Также он сыграл и за взрослую сборную России в нескольких товарищеских матчах.

## Достижения
- Победитель Молодёжного Чемпионата Европы 2008
- Чемпион России по мини-футболу (1): 2014